# Surface de Boy

Animation de la surface de Boy.

La surface de Boy, du nom de Werner Boy, mathématicien ayant été le premier à imaginer son existence en 1902, est une immersion du plan projectif réel {\displaystyle \mathbb {P} ^{2}(\mathbb {R} )} dans l'espace usuel de dimension 3.
Le plan projectif {\displaystyle \mathbb {P} ^{2}(\mathbb {R} )} se définit comme l'espace quotient de {\displaystyle \mathbb {R} ^{3}\setminus \{0\}} par la relation d'équivalence qu'est la colinéarité.
La surface de Boy peut aussi être « vue » comme une sphère dont on a recollé deux à deux les points antipodaux, ou encore un disque dont on a recollé deux à deux les points diamétralement opposés de son bord. On peut également la construire en recollant le bord d'un disque sur le bord d'un ruban de Möbius.

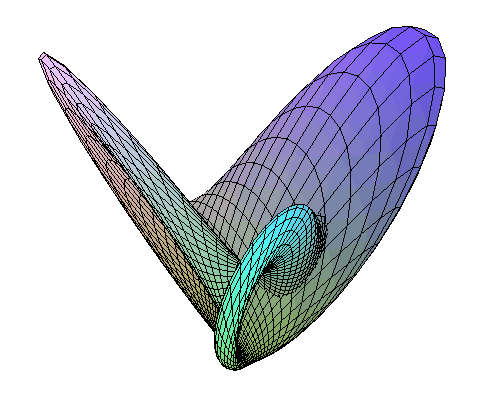
Vue de la surface de Boy dans un espace à trois dimensions.

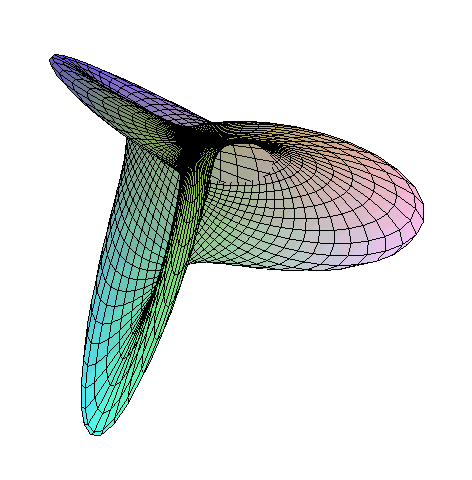
Autre vue.

## Propriétés
1. Le plan projectif est une variété différentielle compacte de dimension 2 non orientable. Il n'est pas plongeable dans un espace de dimension 3 et de fait il est difficile, voire impossible, de le visualiser ; la surface de Boy est une des moins mauvaises représentations qu’on peut en donner.
2. Elle admet un revêtement connexe orientable à deux feuillets, qui n'est autre que la sphère usuelle. Cette propriété est utilisée dans le retournement de la sphère par une homotopie d'immersions. On déforme la sphère de façon à la faire coïncider avec le revêtement à deux feuillets de la surface de Boy. Puis on fait se traverser les deux feuillets et on procède à la transformation inverse pour revenir à une sphère, retournée par rapport à la sphère initiale[1].
3. La bouteille de Klein est homéomorphe à une somme connexe de deux surfaces de Boy.
4. Le groupe fondamental de la surface de Boy est isomorphe au groupe à deux éléments {\displaystyle \mathbb {Z} /2\mathbb {Z} }.

## Représentation
De nombreuses images de la surface de Boy peuvent être trouvées sur l'album Le Topologicon de Jean-Pierre Petit qui contient également une animation, sous forme d'un folioscope montrant comment faire croître un ruban de Möbius à trois demi-tours pour le transformer en surface de Boy, son bord circulaire convergeant vers un point.
Les images ci-après correspondent à une version « lissée » d'un découpage présent dans l'album, permettant de construire la version polyédrique de la surface de Boy sous forme d'un découpage. Or pour bien comprendre un objet, rien ne vaut de l'avoir en main.

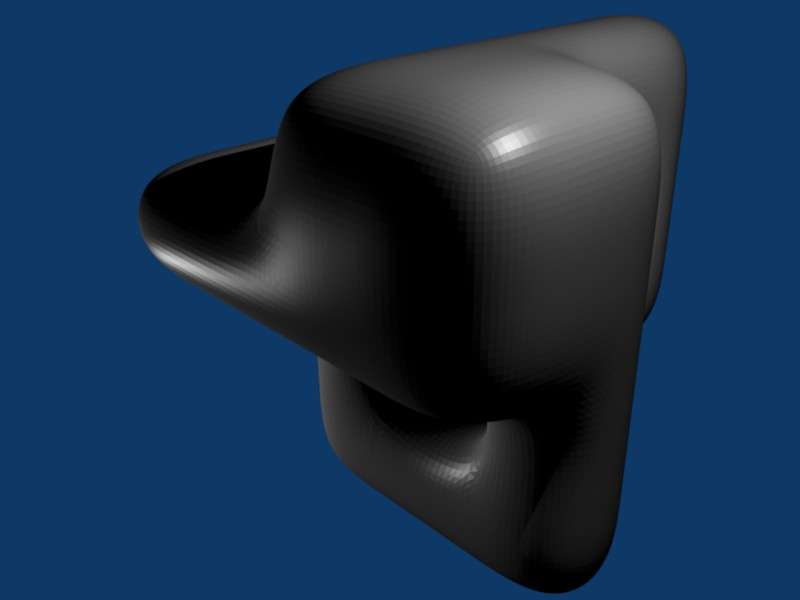
De face.
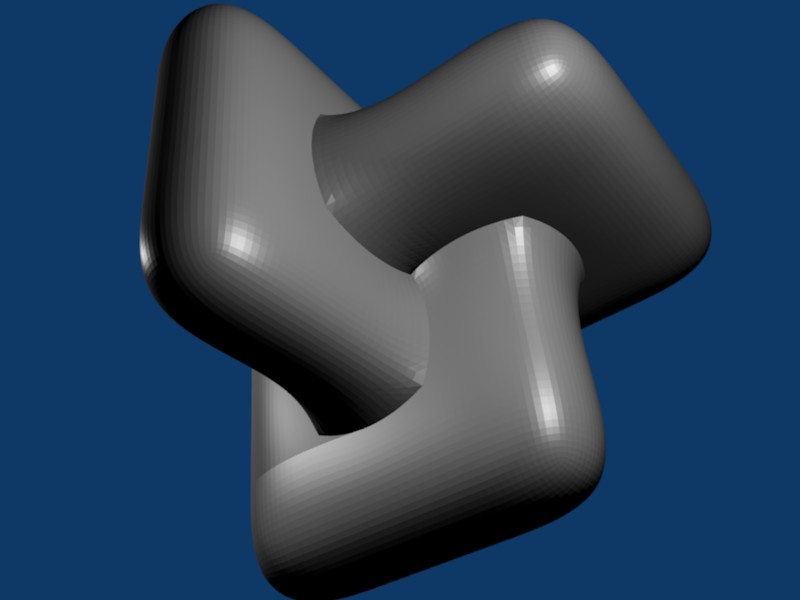
De dos.
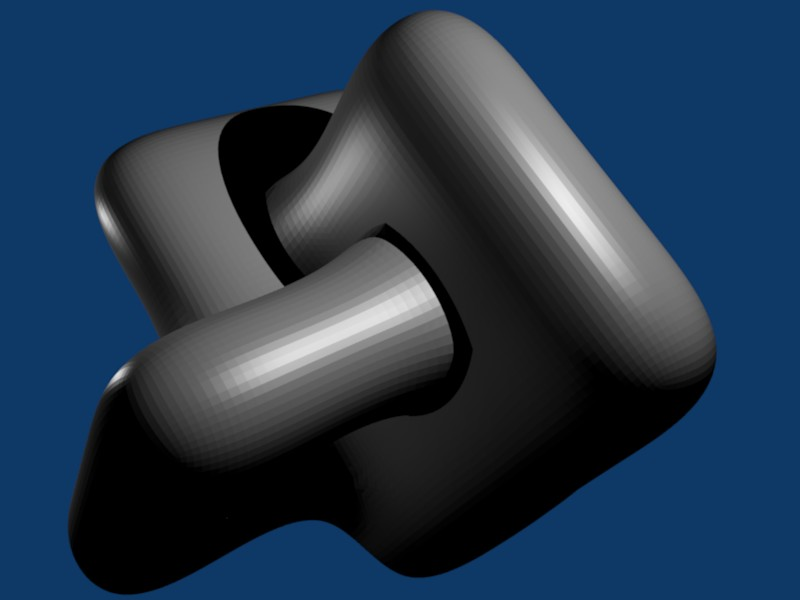
1
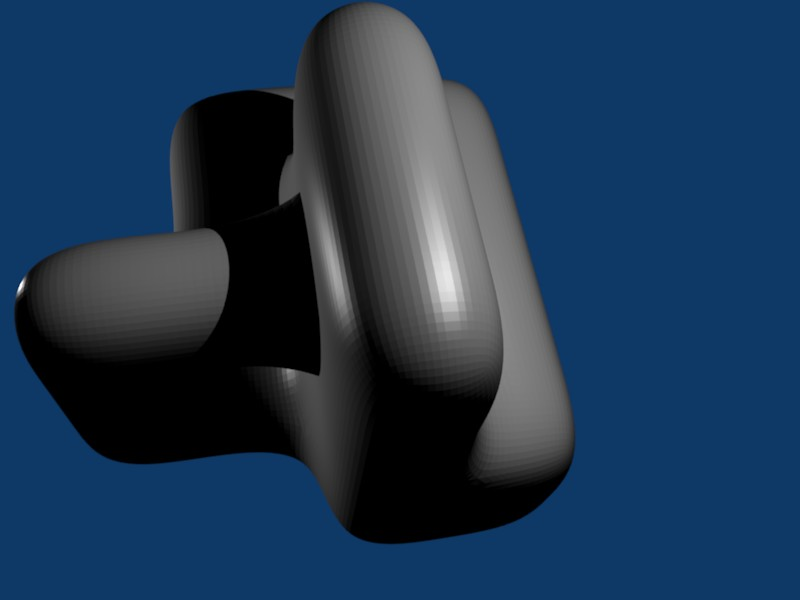
2
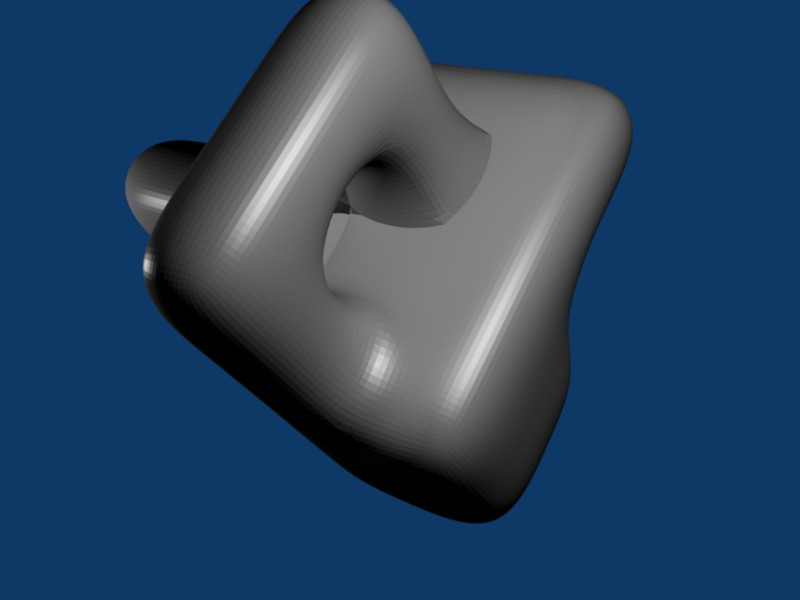
3
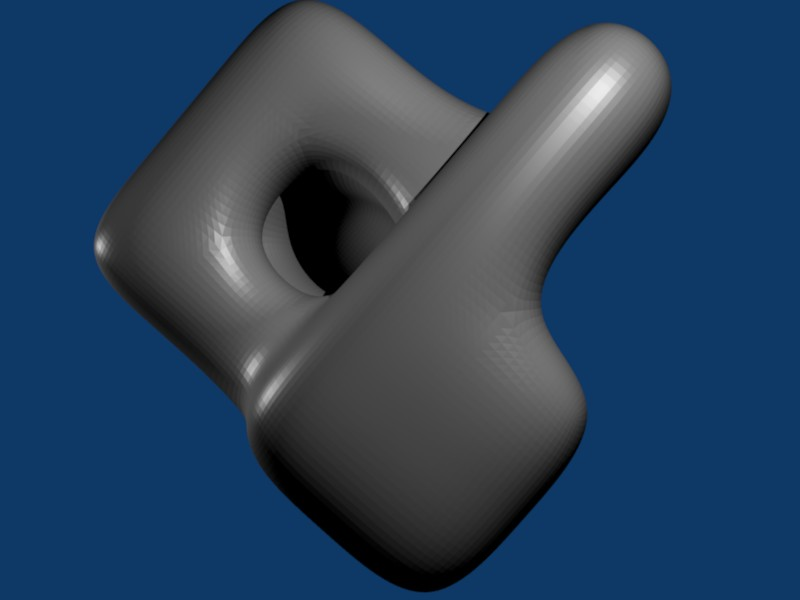
4
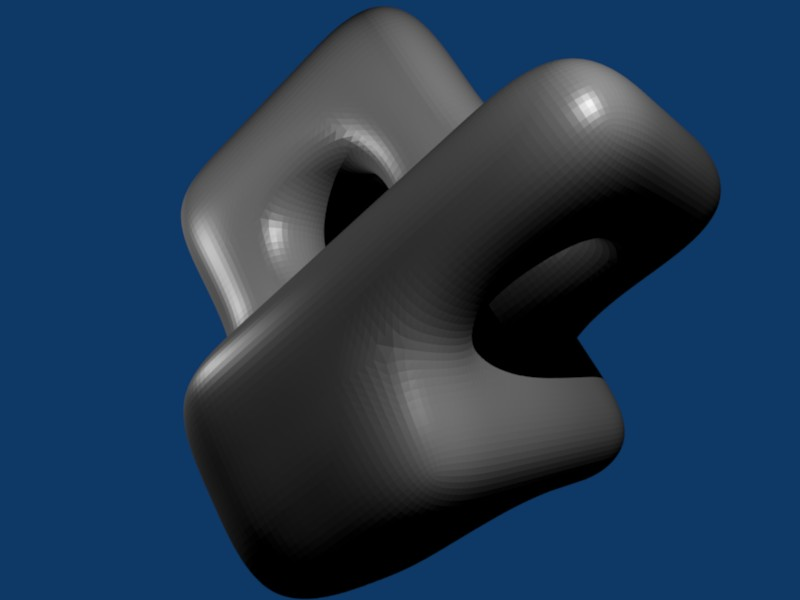
5

Pour obtenir la surface de Boy à partir d'un disque, on considère la circonférence de ce dernier qu'on replie sur elle-même de façon à lui faire effectuer un double tour. Les points qui étaient diamétralement opposés dans la circonférence initiale se trouvent alors en contact. On obtient ainsi une représentation du plan projectif et donc de la surface de Boy. Pour y parvenir, la surface doit nécessairement se traverser.
Lorsque la circonférence est entièrement repliée sur elle-même, elle est la médiane d'une bande de Möbius, qui, une fois découpée, laisse en place une partie de la surface de Boy homéomorphe à un disque. La surface de Boy est donc également un disque dont le bord est collé le long du bord d'une bande de Möbius.

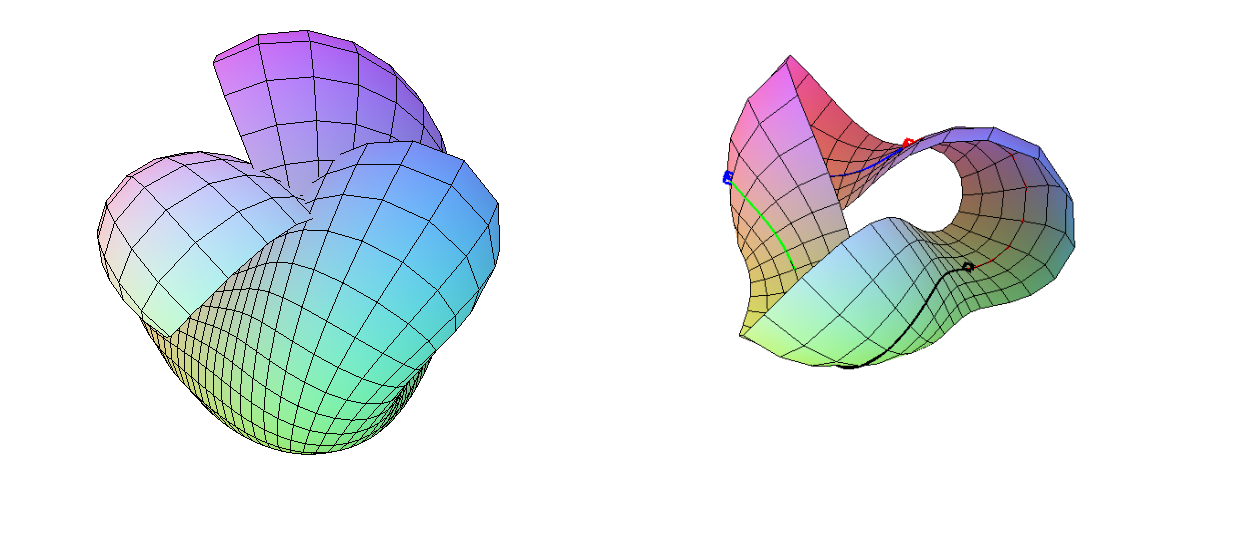